# Dezydery Smoczkiewicz
Dezydery (Dezyderiusz) Smoczkiewicz (ur. 26 lutego 1900 w Leszczowatem, zm. po 28 kwietnia 1940 na Ukrainie) – polski rolnik, osadnik wojskowy, działacz społeczny, poseł na Sejm IV kadencji (1935–1938) w II Rzeczypospolitej, ofiara zbrodni katyńskiej.

## Życiorys
Był synem Albina i Pauliny z domu Kulinicz, nauczycieli szkół ludowych. Uczył się w gimnazjum w Jarosławiu, gdzie prowadził aktywną działalność niepodległościową. W 1916 założył w Radymnie oddział POW. W stopniu plutonowego walczył w obronie Lwowa w szeregach 4 pułku piechoty Legionów w listopadzie 1918 oraz w odsieczowej kampanii lwowskiej na początku 1919. Był ciężko ranny w bitwie pod Zboiskami. Został zwolniony z wojska w 1920 jako 50% inwalida wojenny. Ochotniczo służył później w oddziale II Dowództwa Okręgu Generalnego Lwów.
Do 1922 pracował w Centralnej Spółdzielni Kolejowej we Lwowie. Później przeniósł się na Wołyń i gospodarował na działce otrzymanej jako osadnik wojskowy w 1923. W 1925 ukończył Akademię Handlową we Lwowie, a w 1933 – wyższe kursy samorządowe w Warszawie.
Pełnił wiele funkcji społecznych między 1926 a wybuchem wojny. W wyborach parlamentarnych w 1935 roku został wybrany posłem na Sejm IV kadencji (1935–1938) 92 800 głosami z okręgu nr 56, obejmującego powiaty: łucki i horochowski. W kadencji tej pracował w komisji prawniczej. Był przewodniczącym oddziału OZN w Równem.
Ożenił się w 1926 z Olgą Niewiarowską, działaczką niepodległościową w Jarosławiu, pielęgniarką wojskową w czasie wojny polsko-ukraińskiej o Przemyśl. Mieli syna Leszka, etnografa, urodzonego w 1931.
Po wybuchu II wojny światowej i agresji ZSRR na Polskę z 17 września 1939 został aresztowany przez NKWD w nocy 24 września 1939 w Równem i był tam więziony do 24 marca 1940, a potem w Charkowie. 28 kwietnia 1940 wywołano go z celi wraz z grupą 105 więźniów. Po tej dacie jego losy są nieznane. Jego nazwisko znalazło się na tzw. Ukraińskiej Liście Katyńskiej osób zamordowanych na Ukrainie przez NKWD w 1940, przekazanej Polsce w 1994. Został pochowany na otwartym w 2012 Polskim Cmentarzu Wojennym w Kijowie-Bykowni.

## Ordery i odznaczenia
- Krzyż Oficerski Orderu Odrodzenia Polski (1939)[5]
- Krzyż Kawalerski Orderu Odrodzenia Polski
- Medal Niepodległości (2 sierpnia 1931)[6]
- Srebrny Krzyż Zasługi (11 listopada 1934)[7]
- Krzyż Obrony Lwowa[4][2]